# Pèl·let (petrologia)

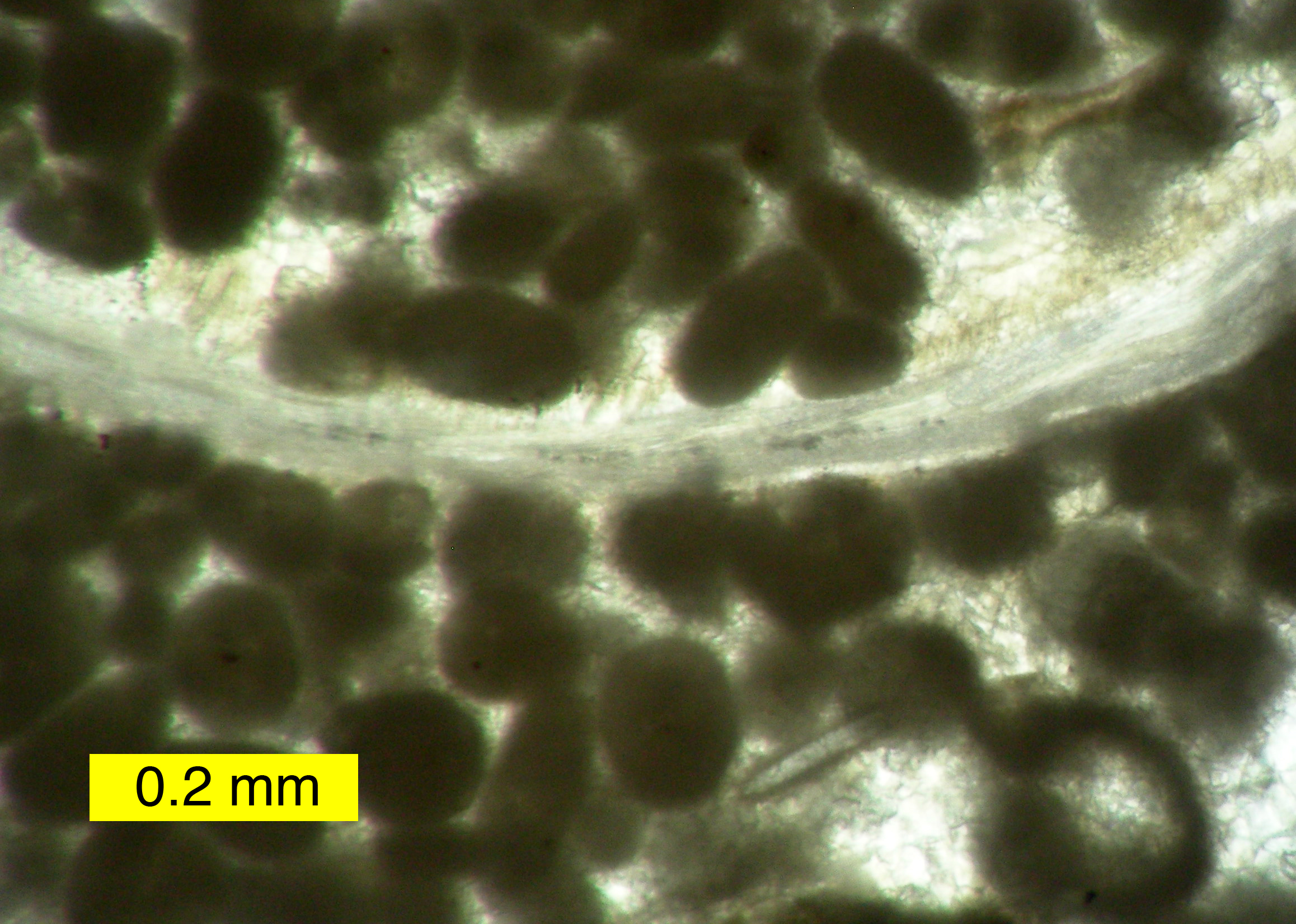
Pèl·lets i una closca de braquiopode en una secció fina de pedra calcària, Nevada.

Els pèl·lets són petits grans de forma esfèrica a ovoide o grans en forma de vareta que són components comuns de moltes pedres calcàries. Típicament fan de 0,03 a 0,3 mm de llarg i estan composatsde fang carbonatat (micrita). Són de mida i forma remarcablement uniforme en una mostra de pedra calcària. Consten de ja sia agregats de fang carbonatat, carbonat de calci precipitat o una mescla d'ambdòs. Poden estat d'aragonita, calcita o una mescla dels dos. En roques sedimentàries marines també presenten glauconita o fosforita. Es troben en estrats del Precambrià al Fanerozoic. Es creu que els pèl·lets són productes fecals d'invertebrats.
Els pèl·lets difereixen dels oòlits i intraclasts, els quals també es troben en les pedres calcàries. Difereixen dels oòlits en què els pèl·lets no tenen estructures radials o concèntriques. Difereixen dels intraclasts en què els pèl·lets no tenen una estructura interna complexa.